# Cocktail cu bere

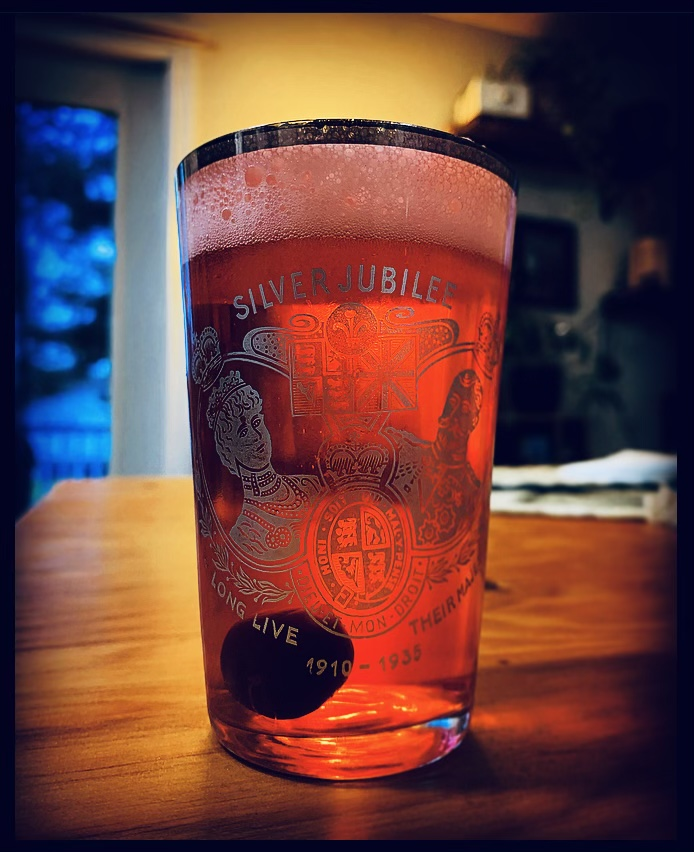
Un cocktail : bere, sirop și

Un cocktail cu bere este un cocktail preparat prin amestecarea berii cu alte ingrediente (cum ar fi o băutură distilata⁠(d)) sau un alt tip de bere⁠(d). În acest tip de cocktail, ingredientul principal este de obicei berea.

## Listă de cocktailuri cu bere
- Black and tan⁠(d) – O băutură stratificată⁠(d) preparată dintr-un amestec de pale ale⁠(d) și o bere neagră⁠(d), cum ar fi un stout sau porter⁠(d). Folosește în mod tradițional bitter⁠(d) și stout.
- Black Velvet⁠(d) – O băutură stratificată⁠(d) folosind o combinație de Stout și vin spumant sau șampanie.
- Blow My Skull⁠(d) – Ale⁠(d) sau porter⁠(d) cu rom și țuică
- Boilermaker⁠(d) – Mild ale⁠(d) amestecată cu brown ale⁠(d) îmbuteliată (în Marea Britanie). Versiunea americană este un pahar de bere cu un shot de whisky.
- Flaming Doctor Pepper⁠(d) – o băutură în flăcări⁠(d) făcută dintr-un shot⁠(d) amestecat de alcool tare și lichior Amaretto⁠(d) aprins și turnat într-un pahar cu bere.
- Hangman's blood⁠(d) – Porter⁠(d) combinat cu brandy, gin și rom.
- Irish car bomb⁠(d) – un pahar care conține o jumătate de pahar de stout irlandez cu un shot⁠(d) amestecat de lichior irlandez⁠(d) și whisky irlandez⁠(d).
- Lunchbox – Bere amestecată cu suc de portocale⁠(d) și un shot de lichior Amaretto⁠(d).[1]
- Michelada⁠(d) – Bere cu suc de citrice (ex. suc de limete), suc de roșii⁠(d), condimente⁠(d), sos de chili⁠(d) și sos Worcestershire⁠(d).[2] O variantă a Cerveza preparada⁠(d) (bere preparată în stil mexican).
- Porchcrawler⁠(d) – Băutură cu părți egale de bere, vodcă și concentrat de limonadă.
- Queen Mary⁠(d) – Bere cu sirop Grenadine⁠(d) și cireșe maraschino⁠(d), originară din Canada, numită după Mary de Teck.
- Red Eye⁠(d) – bere, suc de roșii⁠(d) (sau clamato⁠(d) în Canada), opțional cu lămâie sau sos iute⁠(d).[3]
- Sake bomb⁠(d) – shot de sake turnat sau aruncat într-un pahar de bere.
- Shandy sau radler – Bere cu limonadă, sifon de citrice, bere cu ghimbir, ginger ale⁠(d) sau suc de fructe, de exemplu grapefruit.[4][5][6]
- Snakebite⁠(d) – băutură cu părți egale de bere lager și cidru.
- Somaek⁠(d) – Soju⁠(d) amestecat cu bere.
- U-boot⁠(d) – Pahar de bere cu un shot⁠(d) amestecat care conține vodcă.